# Primeira Liga 2017 (Brasile)
La Primeira Liga 2017 è stata la seconda ed ultima edizione del torneo calcistico Primeira Liga, fondato nel 2015 da alcuni club in protesta della CBF.

## Organizzazione
A partecipare al torneo sono 16 club calcistici del Brasile, ripartiti in quattro gironi composti rispettivamente da quattro squadre. Le prime due classificate di ciascuno di tali gironi si qualificano per i quarti di finale.

## Squadre partecipanti
| Squadra           | Città          | Stato             |
| ----------------- | -------------- | ----------------- |
| América-MG        | Belo Horizonte | Minas Gerais      |
| Atlético Mineiro  | Belo Horizonte | Minas Gerais      |
| Avaí              | Florianópolis  | Santa Catarina    |
| Brasil de Pelotas | Pelotas        | Rio Grande do Sul |
| Ceará             | Ceará          | Ceará             |
| Chapecoense       | Chapecó        | Santa Catarina    |
| Criciúma          | Criciúma       | Santa Catarina    |
| Cruzeiro          | Belo Horizonte | Minas Gerais      |
| Figueirense       | Florianópolis  | Santa Catarina    |
| Flamengo          | Rio de Janeiro | Rio de Janeiro    |
| Fluminense        | Rio de Janeiro | Rio de Janeiro    |
| Grêmio            | Porto Alegre   | Rio Grande do Sul |
| Internacional     | Porto Alegre   | Rio Grande do Sul |
| Joinville         | Joinville      | Santa Catarina    |
| Londrina          | Londrina       | Paraná            |
| Paraná            | Curitiba       | Paraná            |

## Date e partite

### Girone A

#### Risultati
| Squadra           | Pt | G | V | N | P | GF | GS | DG |
| ----------------- | -- | - | - | - | - | -- | -- | -- |
| Internacional     | 9  | 3 | 3 | 0 | 0 | 6  | 2  | +4 |
| Fluminense        | 4  | 3 | 1 | 1 | 1 | 4  | 4  | 0  |
| Brasil de Pelotas | 4  | 3 | 1 | 1 | 1 | 4  | 4  | 0  |
| Criciúma          | 0  | 3 | 0 | 0 | 3 | 4  | 8  | -4 |

### Girone B

#### Risultati
| Squadra    | Pt | G | V | N | P | GF | GS | DG |
| ---------- | -- | - | - | - | - | -- | -- | -- |
| Flamengo   | 7  | 3 | 2 | 1 | 0 | 3  | 0  | +3 |
| Grêmio     | 4  | 3 | 1 | 1 | 1 | 2  | 3  | -1 |
| Ceará      | 3  | 3 | 0 | 3 | 0 | 1  | 1  | 0  |
| América-MG | 1  | 3 | 0 | 1 | 2 | 0  | 2  | -2 |

### Girone C

#### Risultati
| Squadra          | Pt | G | V | N | P | GF | GS | DG |
| ---------------- | -- | - | - | - | - | -- | -- | -- |
| Cruzeiro         | 7  | 3 | 2 | 1 | 0 | 3  | 0  | +3 |
| Atlético Mineiro | 4  | 3 | 1 | 1 | 1 | 4  | 3  | +1 |
| Chapecoense      | 2  | 3 | 0 | 2 | 1 | 2  | 4  | -2 |
| Joinville        | 2  | 3 | 0 | 2 | 1 | 0  | 2  | -2 |

### Girone D

#### Risultati
| Squadra     | Pt | G | V | N | P | GF | GS | DG |
| ----------- | -- | - | - | - | - | -- | -- | -- |
| Londrina    | 9  | 3 | 3 | 0 | 0 | 4  | 1  | +3 |
| Paraná      | 4  | 3 | 1 | 1 | 1 | 3  | 2  | +1 |
| Figueirense | 2  | 3 | 0 | 2 | 1 | 1  | 2  | -1 |
| Avaí        | 1  | 3 | 0 | 1 | 2 | 1  | 4  | -3 |

### Fase ad eliminazione diretta

#### Quarti di finale
| Squadra 1     | Risultato       | Squadra 2        |
| ------------- | --------------- | ---------------- |
| Londrina      | 2 – 0           | Fluminense       |
| Cruzeiro      | 2 – 0           | Grêmio           |
| Internacional | 0 – 1           | Atlético Mineiro |
| Flamengo      | 1 – 1 (4-5 dcr) | Paraná           |

#### Semifinali
| Squadra 1        | Risultato       | Squadra 2 |
| ---------------- | --------------- | --------- |
| Londrina         | 2 – 2 (3-1 dcr) | Cruzeiro  |
| Atlético Mineiro | 1 – 0           | Paraná    |

#### Finale
| Squadra 1 | Risultato       | Squadra 2        |
| --------- | --------------- | ---------------- |
| Londrina  | 0 – 0 (4-2 dcr) | Atlético Mineiro |

| Arbitro: | Bráulio da Silva Machado |

|                                 |                      |                                           |
| Jumar Édson Silva Ayrton Dirceu | Tiri di rigore 4 – 2 | Fábio Santos Robinho Clayton Rafael Moura |